# 氷川神社

八雲紋

氷川神社（ひかわじんじゃ）は、埼玉県さいたま市大宮区高鼻町一丁目にある神社。式内社（名神大社）、武蔵国一宮を称する（ないし三宮）勅祭社。旧社格は官幣大社で、現在は神社本庁の別表神社。宮中の四方拝で遥拝される神社の1つ。
東京都・埼玉県近辺に約280社ある氷川神社の総本社である。他の氷川神社と区別する際は「大宮氷川神社」とも呼ばれる。

## 概要
埼玉県・東京都の荒川流域、特に旧武蔵国足立郡を中心にして氷川信仰に基づく氷川神社が多数分布しており、当社はその中心である。「大宮」の地名は、当社を「大いなる宮居」と称えたことに由来する普通名詞から転じたものである。埼玉県周辺の広域から参拝者を集め、正月三が日の初詣の参拝者数（警察調べ）は全国10位以内に数えられる。特に全国的に初詣客が増加した2008年（平成20年）以降は毎年200万人以上が訪れている。
神社の境内は、見沼（江戸時代中期まで存在した広大な沼）のほとりに位置し、もとは見沼の水神をまつっていたと考えられている。神社の南側に広がる神池（かみいけ）は、神社の西側から涌き出た地下水がたまったものであり、かつて見沼の一部であった。神社に隣接する埼玉県営大宮公園は、明治期に神社周辺の森を取得して整備したものであり、神社のある小山を見沼の入江が囲んでいた、という地形の特徴をよく保存している。
大宮の氷川神社、見沼区中川の中氷川神社（現 中山神社）、緑区三室の氷川女体神社は、いずれも見沼の畔にあり、かつ一直線に並んでいる。この三氷川とかつて大宮の氷川神社境内にあった三社（男体社・女体社・簸王子社）がよく混同されるが、別のものである。

## 祭神
現在の主祭神は次の3柱。
- 須佐之男命（すさのおのみこと）
- 稲田姫命（いなだひめのみこと）
- 大己貴命（おおなむちのみこと）

現在の祭神は、1833年（天保4年）当時の神主・角井惟臣が著した『氷川大宮縁起』に拠る。

### 祭神の変遷
祭神がどの神であるかは、以下のように多くの議論がなされてきた。平安時代中期の『延喜式神名帳』では一座として記載されている。
- 日本武尊の東征時、須佐之男命を勧請したとする説（吉田兼永）。
- 須佐之男命とする説（『大日本神祇史』）。
- 男体社：須佐之男命（相殿に伊弉諾、日本武尊、大己貴）、女体社：奇稲田姫命（相殿に天照太神宮、伊弉冉、三穂津姫、弟橘媛）、簸王子社：大己貴とする説（『新編武蔵風土記稿』[3]）。
- 男体社：伊弉諾、女体社：伊弉冉、簸王子社：軻遇突智とする説（『大宮氷川太明神縁起之書』）。

## 歴史

### 前史
社伝によれば、孝昭天皇3年4月の創建という。「国造本紀」によると、初代无邪志国造の兄多毛比命は成務天皇（第13代天皇）の時代に出雲族をひきつれてこの地に移住し、祖神を祀って氏神として、当社を奉崇したという。この一帯は出雲族が開拓した地であり、武蔵国造（无邪志国造）は出雲国造と同族とされ、社名の「氷川」も出雲の簸川（ひかわ）に由来するという説がある。
斐伊神社(島根県雲南市)の古史伝によると、埼玉県の氷川神社（旧官幣大社）は孝昭天皇5年に斐伊神社から分祀されたものとしている。ただし氷川神社側は出雲肥河（斐伊川）の川上に鎮座する杵築大社（出雲大社）から分祀したとしている。なお出雲大社は現在の斐伊川と地理的に無関係だが、古代の斐伊川は宍道湖ではなく、直接日本海に流れこんでおり、出雲大社は斐伊川の川上ではなく川下に位置していた。斐伊神社は今も昔も斐伊川の川上に位置している。
一方、氷川神社の摂社に「門客人神社」がある（現在も氷川神社社殿の東隣に鎮座）。元々は「荒脛巾（あらはばき）神社」と呼ばれていたもので、アラハバキが「客人神」として祀られている。このアラハバキ社は氷川神社の地主神である。現在祀られている出雲系の神は、武蔵国造一族とともにこの地に乗り込んできたもので、先住の神がアラハバキとみられる。
このほか、景行天皇の皇子・日本武尊が東征の際に負傷し、夢枕に現れた老人の教えに従って当社へ詣でたところ、立てるようになったという伝説が残されている。このことから本地域を「足立」と称するようになったとされる。

### 古代
平安時代前期に編纂された『日本三代実録』に「武蔵国氷川神」の名で神階授与の記載がある。数年の間に位が上がっていることから、朝廷から崇敬されていたことが分かる。
- 貞観元年（859年）1月27日、従五位下から従五位上。
- 貞観5年（863年）6月8日、正五位下。
- 貞観7年（865年）12月21日、従四位下。
- 貞観11年（869年）11月19日、正四位下。
- 元慶2年（878年）12月2日、正四位上。

平安時代中期の『延喜式神名帳』には「武蔵国足立郡 氷川神社 名神大 月次新嘗」と記載され、名神大社に列し、朝廷からの月次祭と新嘗祭では官幣に預かっていた。

### 中世
平安時代後期、武蔵国の高位の神社とされ、国司からも崇敬を受けた。平貞盛が平将門の乱において当社で戦勝を祈願し乱を平定したことから、関東地方の武士に幅広く信仰され、荒川流域に数多くの分社が建てられ、武蔵国中に広がった。治承4年（1180年）には源頼朝が土肥実平に命じ社殿を再建して社領3000貫を寄進、建久8年（1197年）には神馬神剣を奉納している。

#### 一宮・三宮に関する議論
氷川神社自体は「武蔵一宮 氷川神社」の社標を掲げているが、武蔵国内における氷川神社の位置付けには、一宮と三宮の2説がある（「武蔵国#神社」も参照）。　
平安時代中期の『延喜式神名帳』では氷川神社は名神大社として記載される。しかしながら鎌倉時代の歴史書『吾妻鏡』には、現在の東京都多摩市に所在する小野神社（延喜式神名帳では「小社」）を指すと思われる「多磨郡吉富に一宮」の記述があり、平安時代に社格の逆転があったと考えられる。
武蔵国総社である東京都府中市の大國魂神社（六所宮）では、南北朝時代に編纂された『神道集』を基にして、武蔵国内の一宮から六宮までを「武州六大明神」として祀っており、公式に「一宮」を小野神社、「三宮」を氷川神社としている。現在も大國魂神社の例大祭（くらやみ祭・武蔵国府祭）の祈祷に、氷川神社の神官が「三宮」として参じている。
一方、室町時代後半に編纂されたと思われる『大日本国一宮記』は氷川神社を一宮とした。前述を基に、室町時代以降に氷川神社が小野神社に替わって一宮の地位を確立したとする説もある。
これとは別に「氷川女躰宮」が一宮ともされている。

### 近世
徳川家康が関東に入ると、文禄5年（1596年）8月に関東郡代伊奈忠次を奉行として社頭を造営した。江戸時代には幕府から社地三百石が寄進されていた。江戸初期の中山道は大宮宿の南で参道を使用していたが、この地を治めていた関東郡司伊奈忠治が、参道を街道とすることは恐れ多いとする宿の意見を受け、寛永5年（1628年）に西側に街道を付け替え、参道沿いの宿や家およそ40軒を新設街道沿いに移転させ、これが現在に至る大宮の町となった。寛文7年（1667年）3月には、阿部豊後守を奉行として社殿を建立した。
近世には男体社、女体社、簸王子社の三社に別れ、それぞれ岩井家・内倉家（のち断絶、角井家が継承して西角井家を称する）・角井家（後に東角井家を称する）が社家として神主を世襲した。三社の祭神や順位を巡る論争もあったが、1699年（元禄12年）三社・三社家を同格とする裁定が下った。
1833年（天保4年）当時の神主・角井惟臣が著した『氷川大宮縁起』に拠り、現在の祭神が定められている。

### 近代以降
明治元年（1868年）10月17日、東京入都の4日目に明治天皇は当社を武蔵国の鎮守・勅祭の社と定めた。10日目には大宮に行幸し、10月28日に関東の神社の中で最初に親祭を行った。以来、例祭には勅使の参向があり、宮内庁の楽師による歌舞が奉納される。1871年（明治4年）には近代社格制度において最高位の官幣大社に列格された。明治天皇は1870年（明治3年）にも再度親拝し、昭和天皇も皇太子時代の1917年（大正6年）11月12日、天皇に即位した1934年（昭和9年）11月18日に、それぞれ陸軍特別大演習の帰途に親拝し、1967年（昭和42年）10月に夫妻で参拝した。明仁上皇も皇太子時代の1963年（昭和38年）9月に参拝し、1987年（昭和62年）7月と天皇に即位した1993年（平成5年）5月には夫妻で親拝している。 
明治初頭の寺院整理神社統合により、供僧観音寺は本地仏とともに北足立郡下加村（現・さいたま市北区日進町二丁目）の万福寺へ退転した。また、神域である社有林が開かれて、埼玉県で最初の近代公園「大宮公園」として整備された。
1882年（明治15年）に社殿を改造し、簸王子社と女体社を廃して男体社に三神を祀るようになり、さらに1940年（昭和15年）に国費で社殿・楼門等を改築し、現在の姿になった。また、1929年（昭和4年）9月には埼玉縣招魂社が境内に建立され、県内の戦死者2000余柱が祀られた。招魂社は1939年（昭和14年）3月に分離して埼玉縣護國神社となり、同4月には国指定護国神社となった。1940年（昭和15年）には紀元二千六百年を記念して神社局造営課の設計により社殿建築の多くが建て替えられ、現在の社頭景観の多くがこのとき創出された。
1966年（昭和41年）7月22日に明治神宮の大鳥居（第二鳥居〈木造鳥居では国内最大級〉）が落雷によって破損したため、新たな鳥居が1975年（昭和50年）に竣功。落雷した鳥居は移設され、1976年（昭和51年）4月5日に氷川神社に竣功された。これが現在の二の鳥居で、旧さいたま市立大宮図書館の前にある。このとき、もともとの石造の二の鳥居は大宮公園との境界へ移設されていたが、東日本大震災で基礎が破損したため一旦撤去された。その後、撤去した柱を新たに整備された摂社寄りの参道と公園との境界の標として再建されている。
1982年（昭和57年）の東北新幹線開業を祝い、この年から薪能が毎年5月に催されている。

## 境内
現在の社殿の多くは紀元二千六百年を記念して造替されたもので、本殿、拝殿、舞殿、楼門、手水舎などは神社局造営課の角南隆や谷重雄、斎館などは国粋建築研究所の二本松孝蔵によるものとされる。

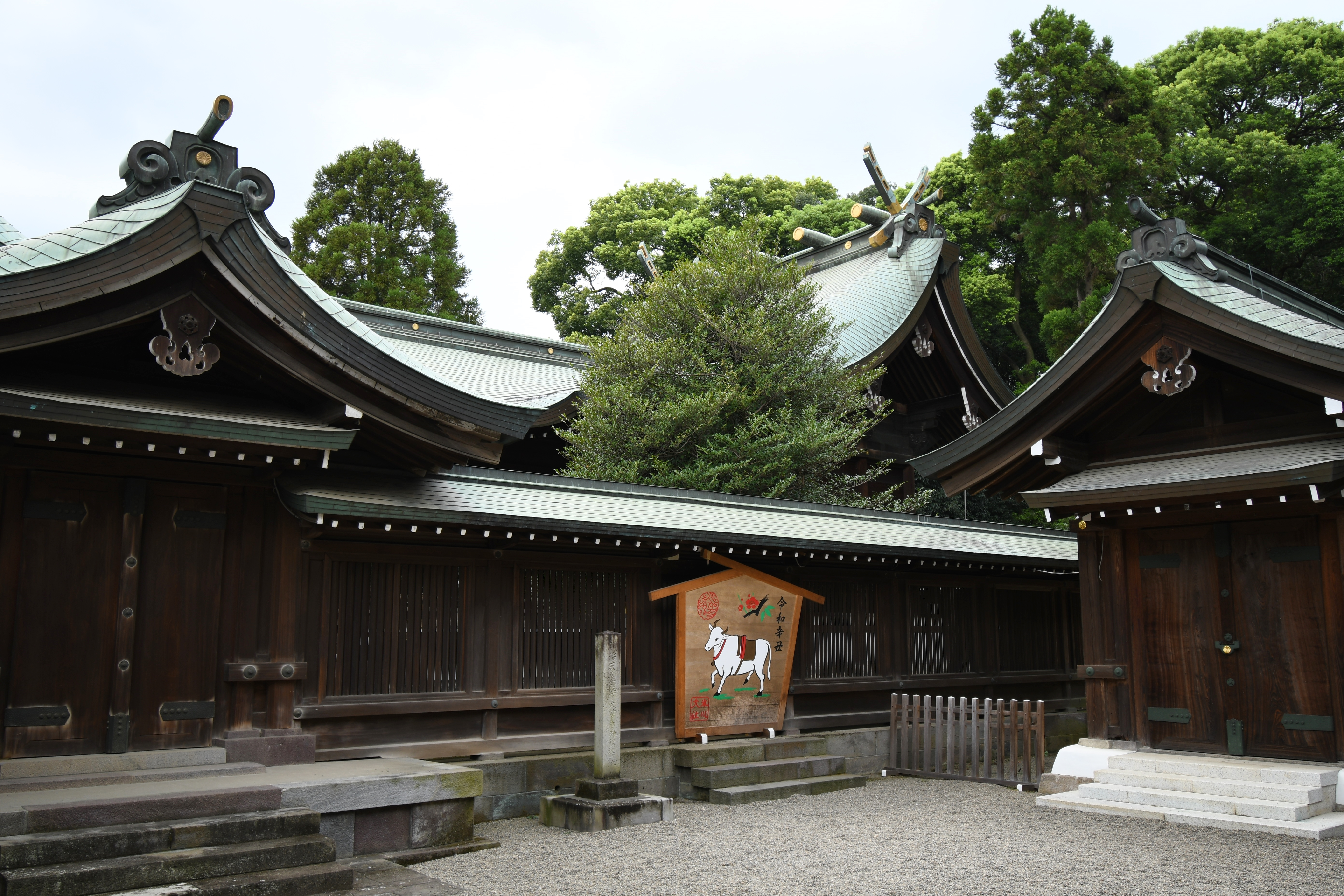
本殿
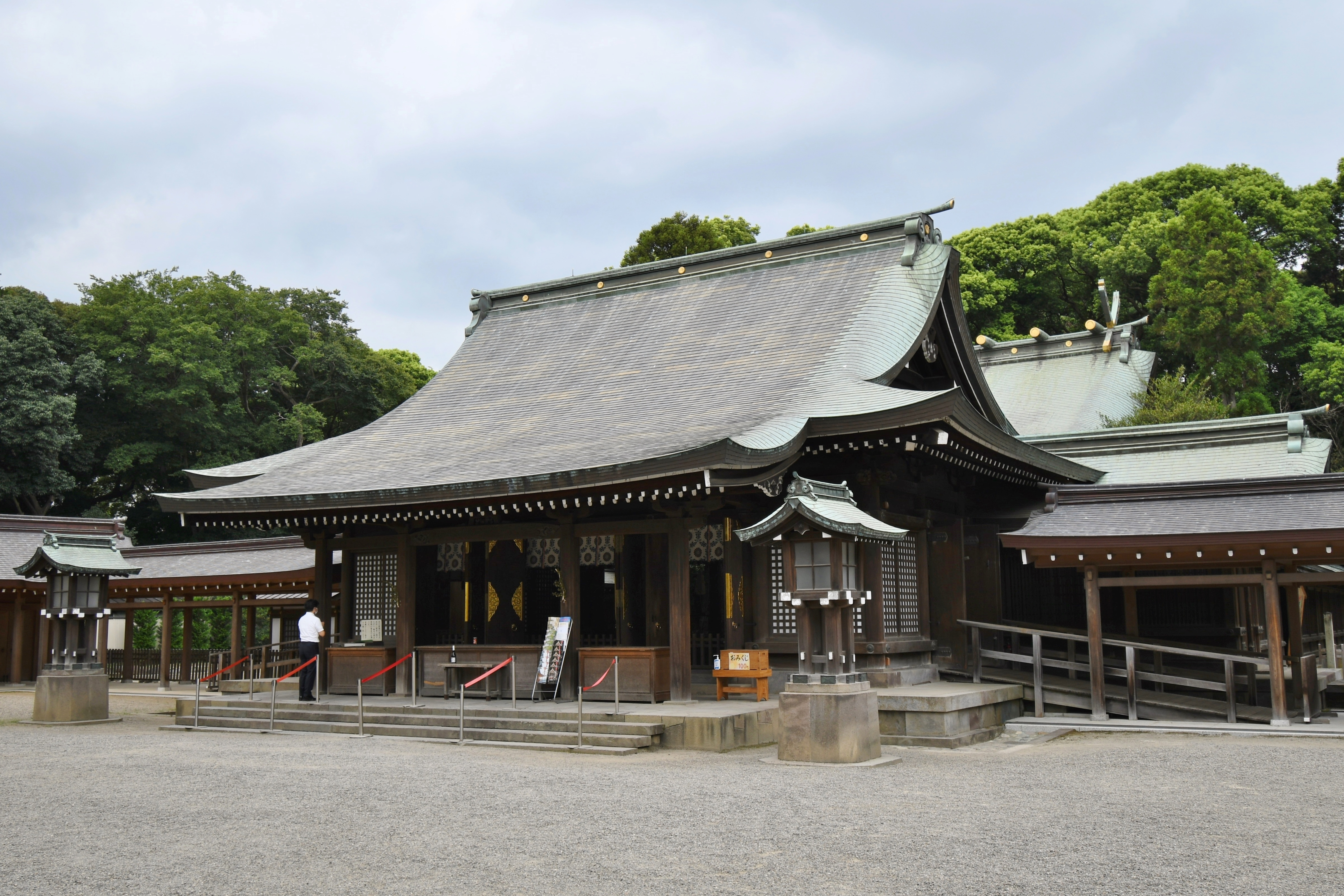
拝殿
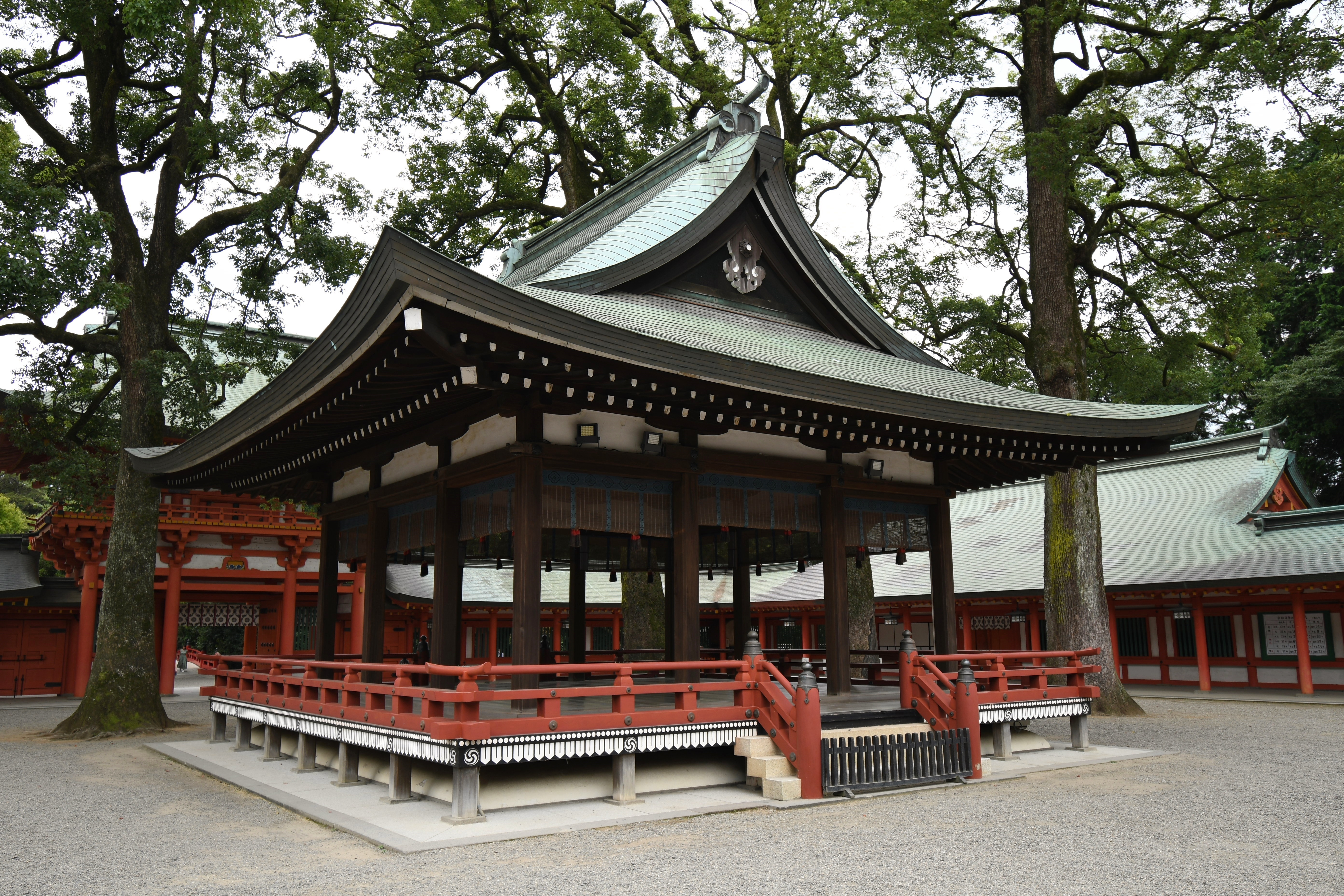
舞殿
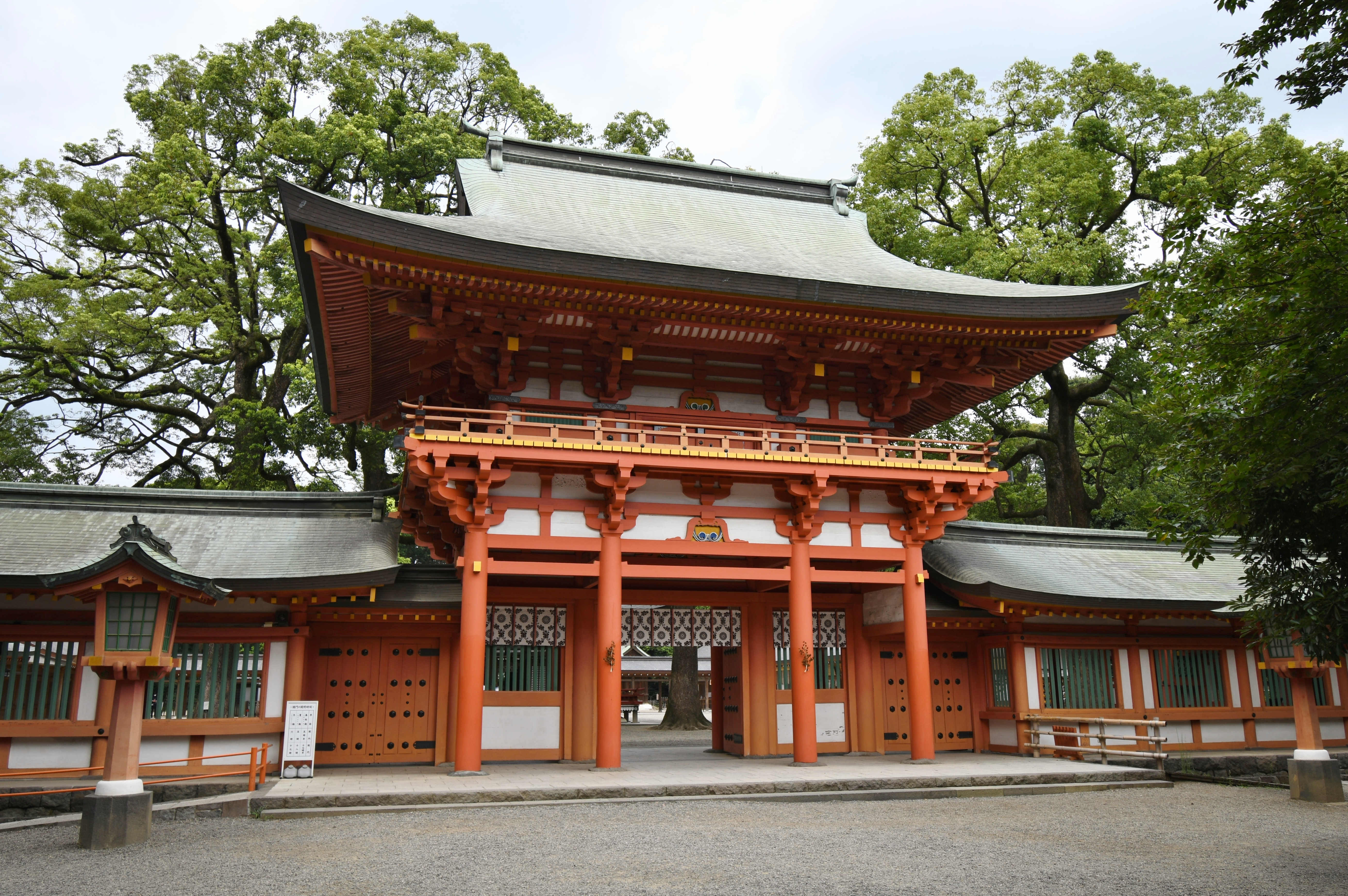
楼門
額殿
神楽殿

## 摂末社

### 摂社
- 門客人神社（もんきゃくじんじんじゃ）

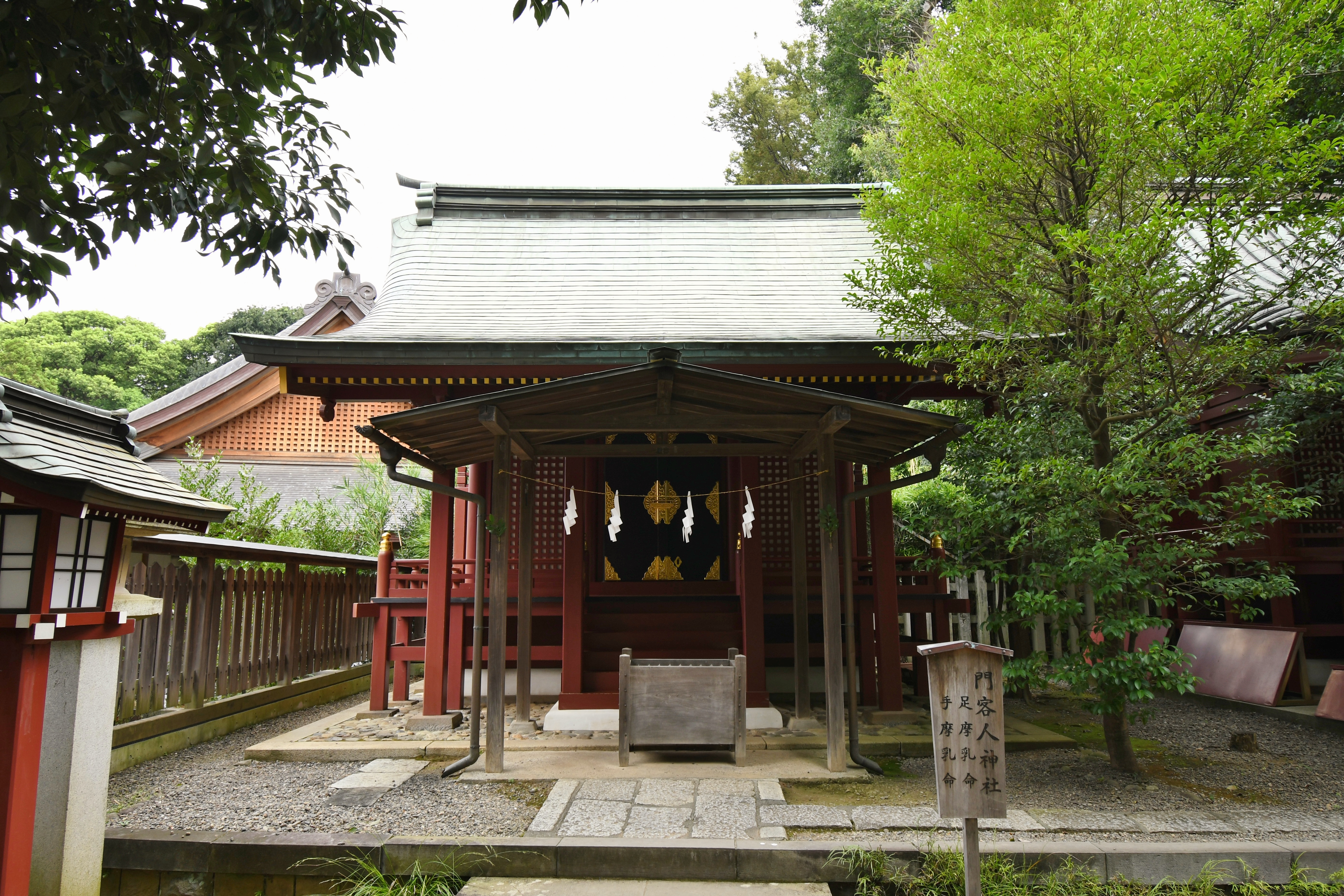
門客人神社
（さいたま市指定文化財）

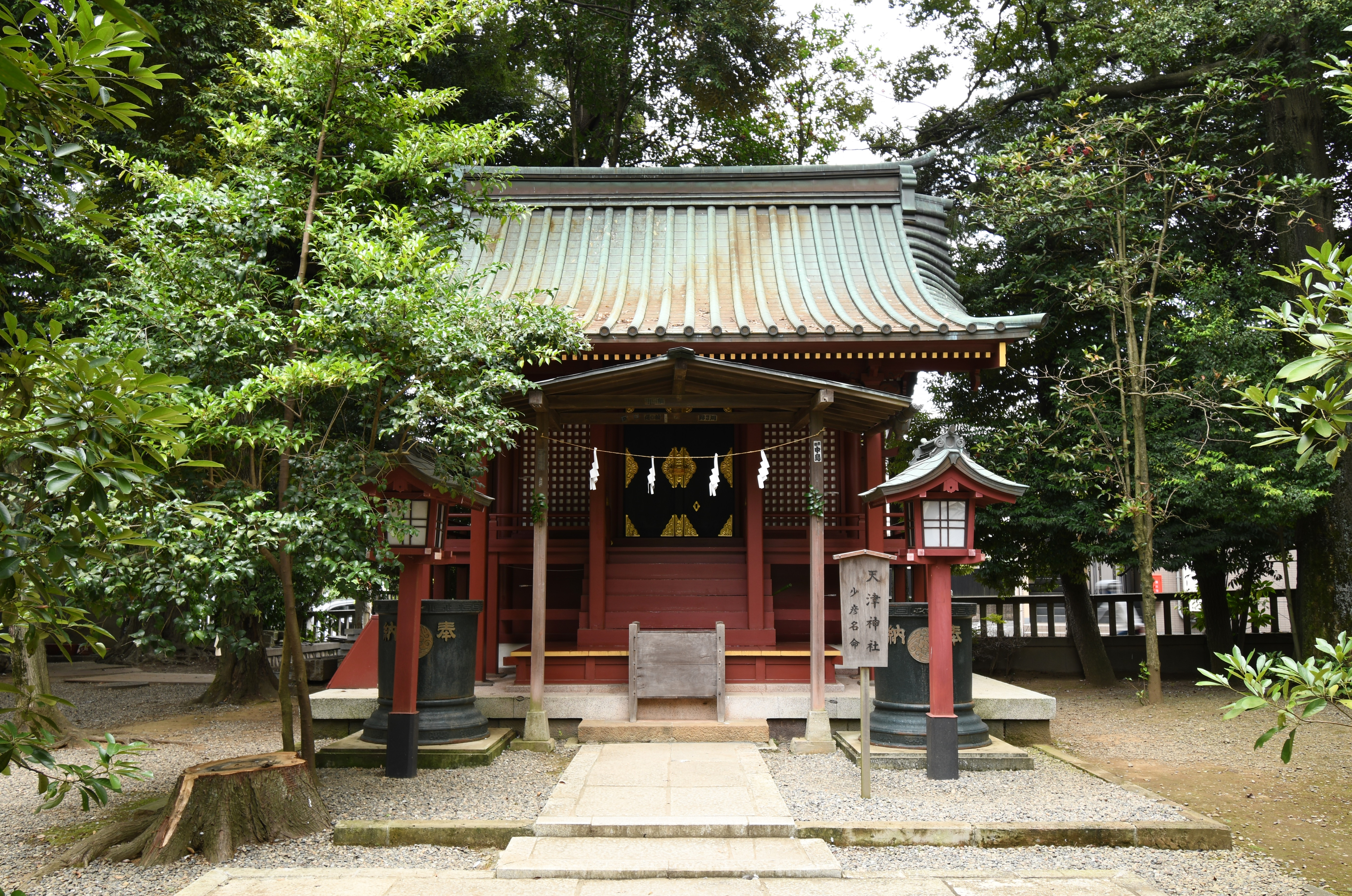
天津神社
（さいたま市指定文化財）

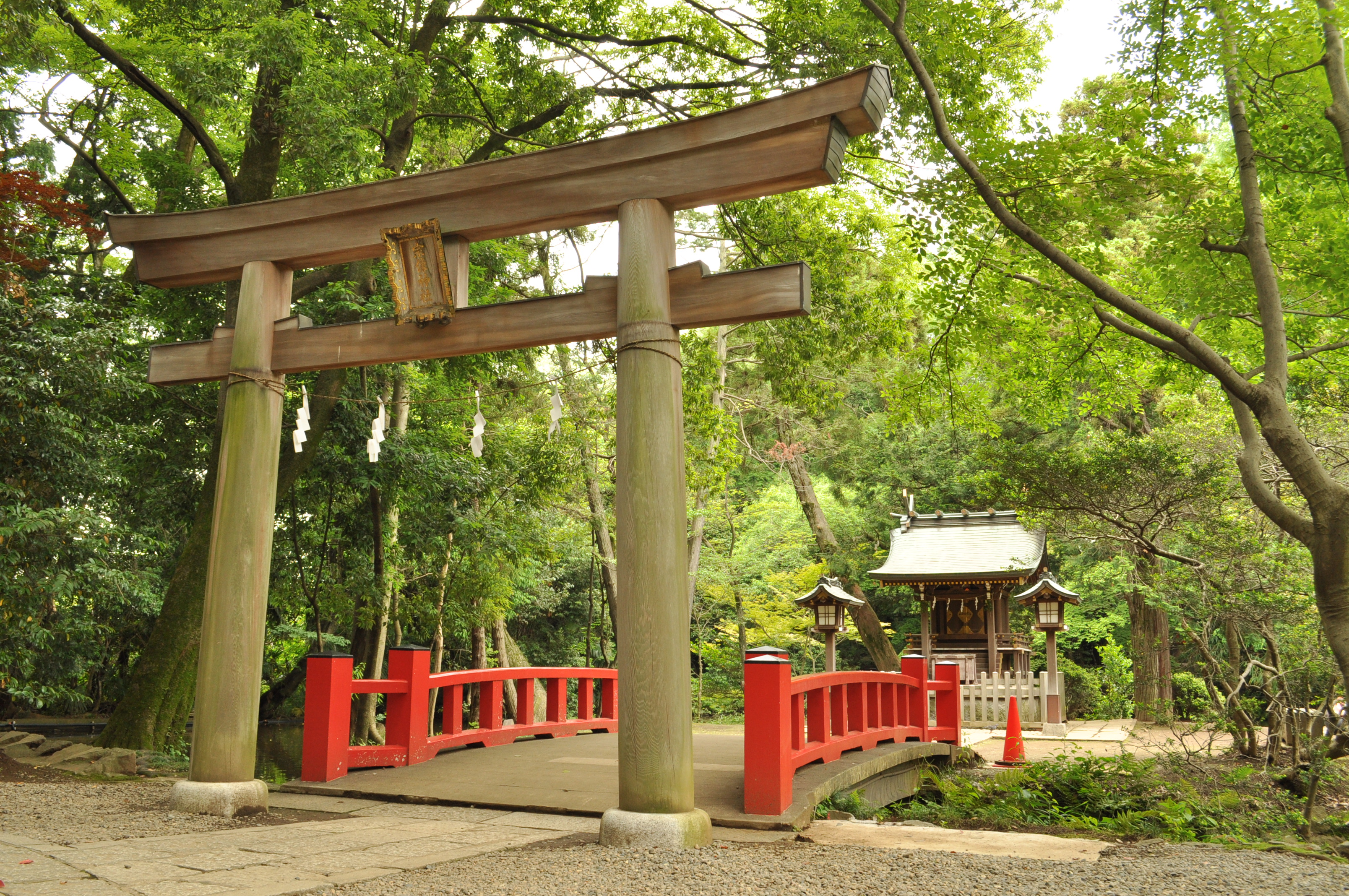
宗像神社

  - 祭神：足摩乳命、手摩乳命。社殿はさいたま市指定有形文化財。
- 天津神社（あまつじんじゃ）
  - 祭神：少彦名命。社殿はさいたま市指定有形文化財。
- 宗像神社（むなかたじんじゃ）
  - 祭神：多起理比売命、市寸島比売命、田寸津比売命。

### 末社
- 六社
  - 山祇神社 - 祭神：大山祇命。
  - 石上神社 - 祭神：布都御魂命。
  - 愛宕神社 - 祭神：迦具土命。
  - 雷神社 - 祭神：大雷命。
  - 住吉神社 - 祭神：底筒男命、中筒男命、上筒男命。
  - 神明神社 - 祭神：天照大御神。
- 松尾神社 - 祭神：大山咋命。
- 御嶽神社 - 祭神：大己貴命、少彦名命。社殿はさいたま市指定有形文化財。
- 稲荷神社 - 祭神：倉稲魂命。
- 天満神社 - 祭神：菅原道真公。氷川神社入口である三の鳥居から、参道を550メートル南（二の鳥居のさらに南）に所在する。

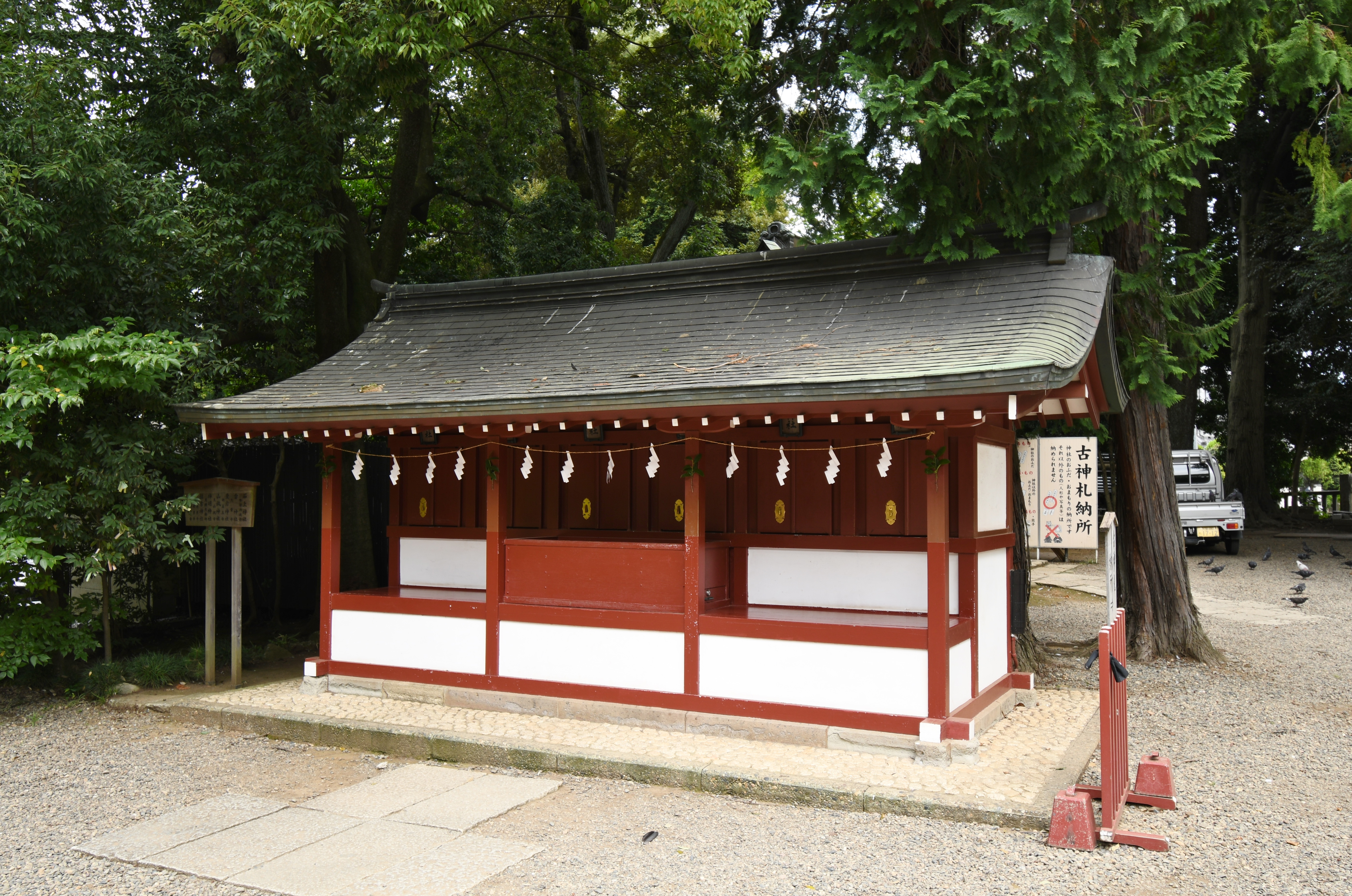
六社
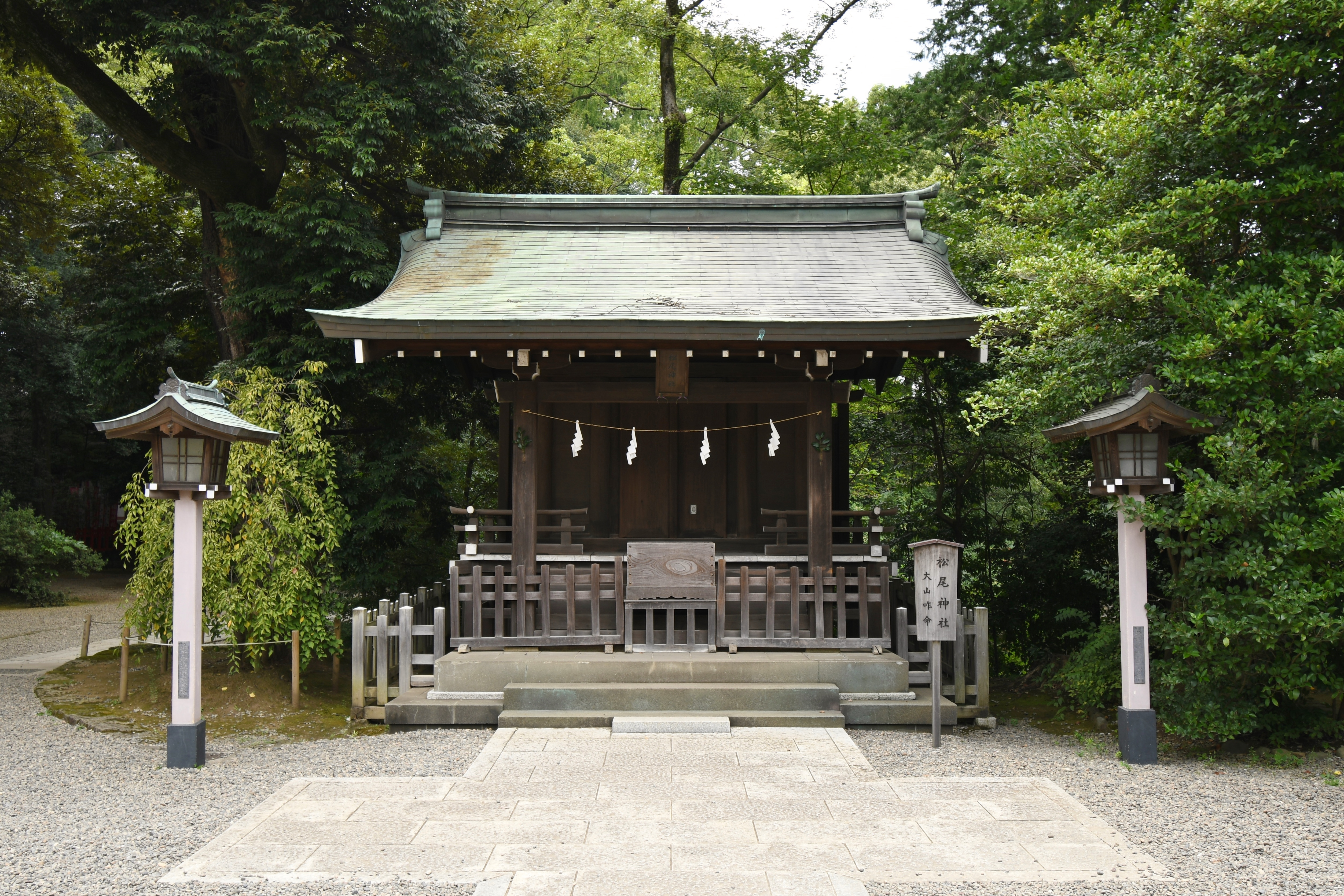
松尾神社
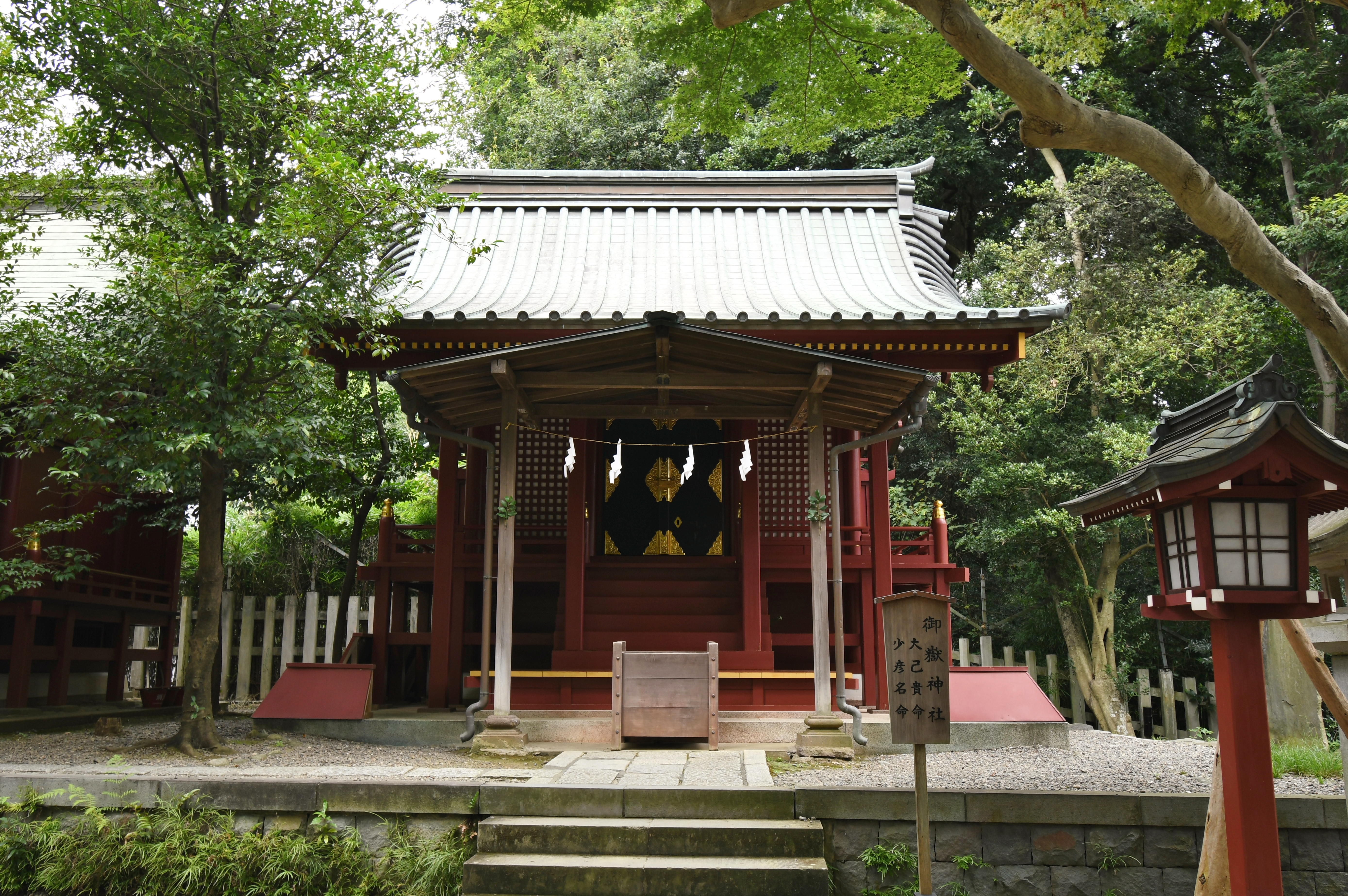
御嶽神社（さいたま市指定文化財）
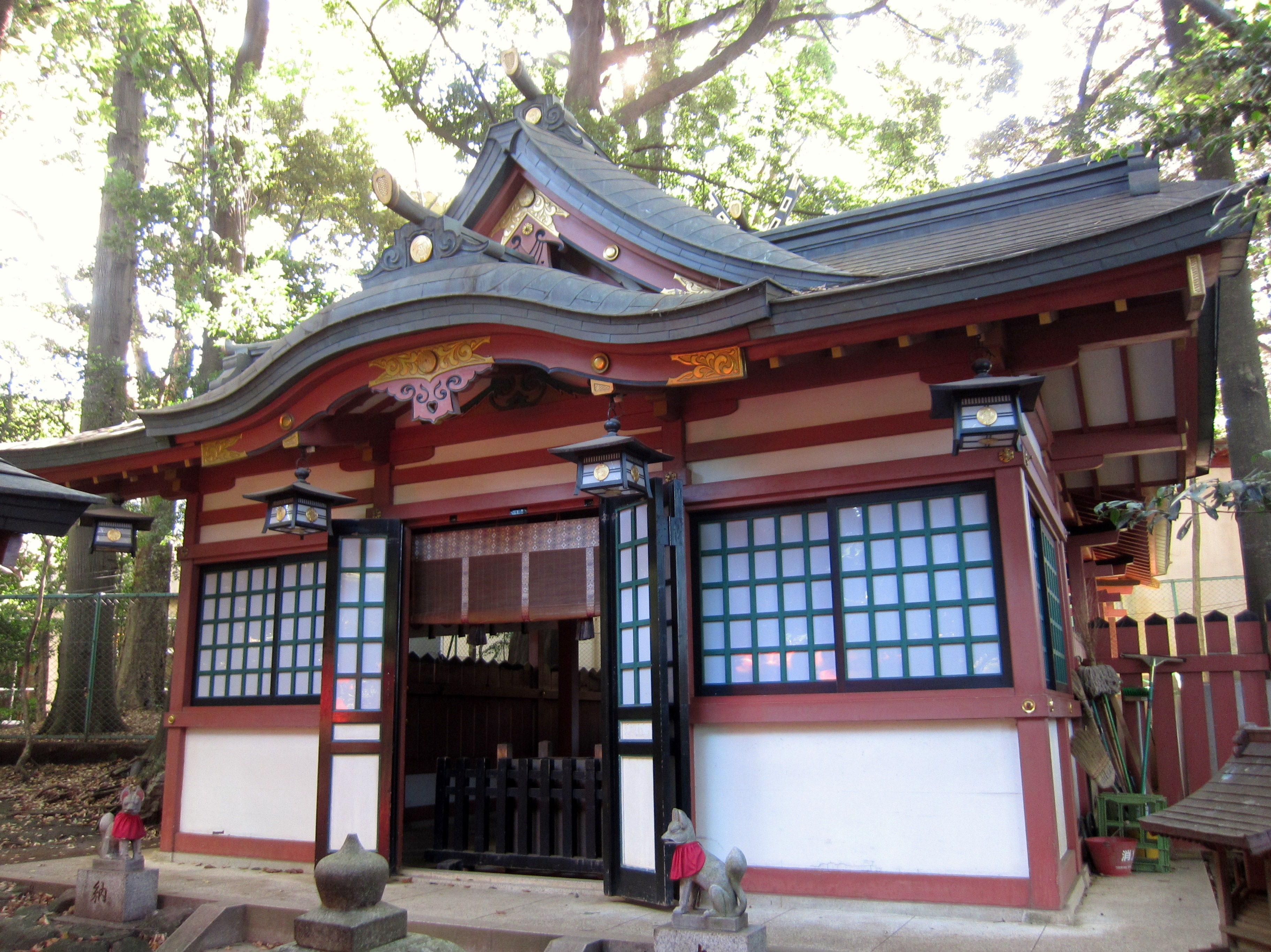
稲荷神社

## 参道

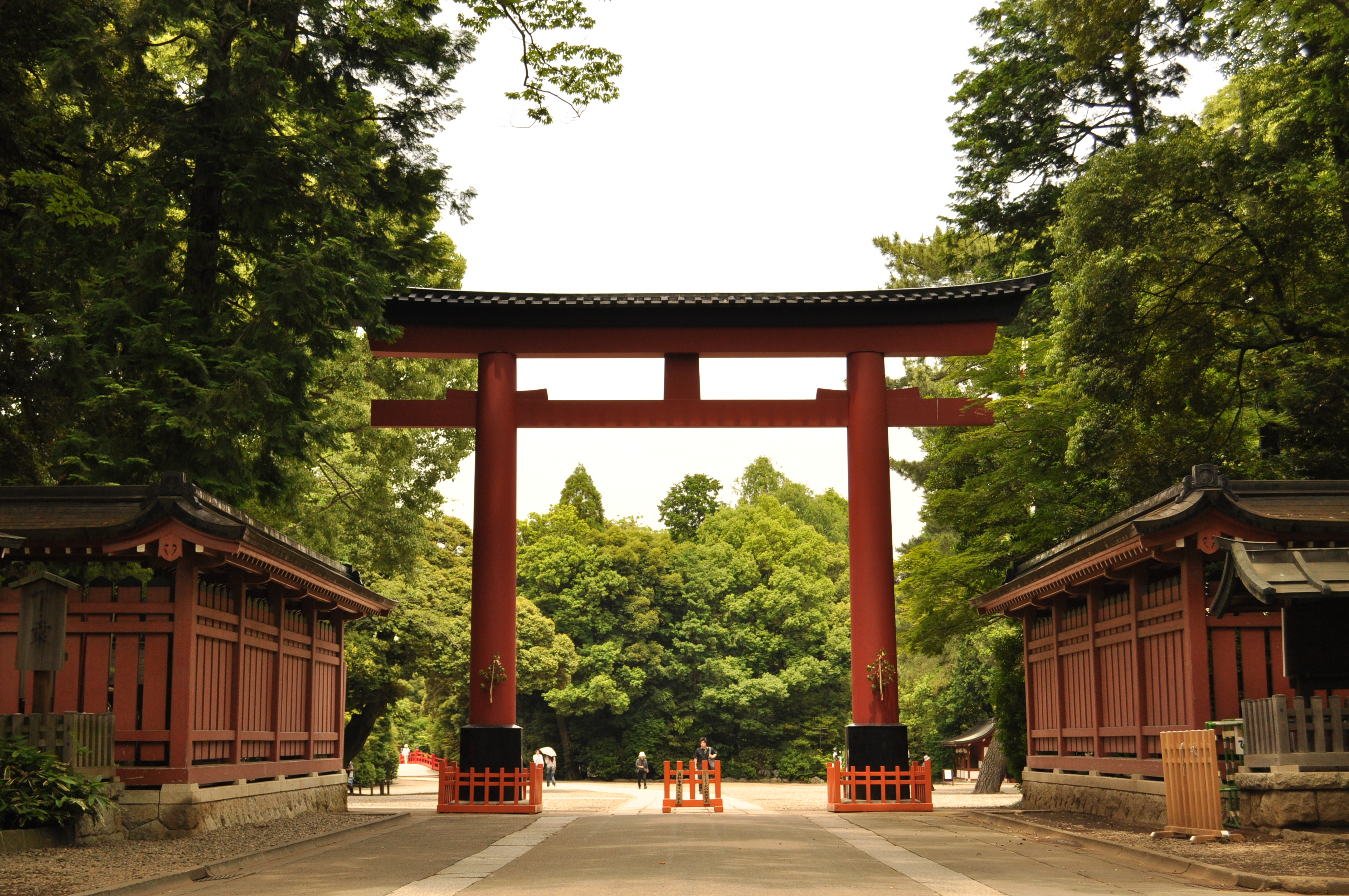
三の鳥居
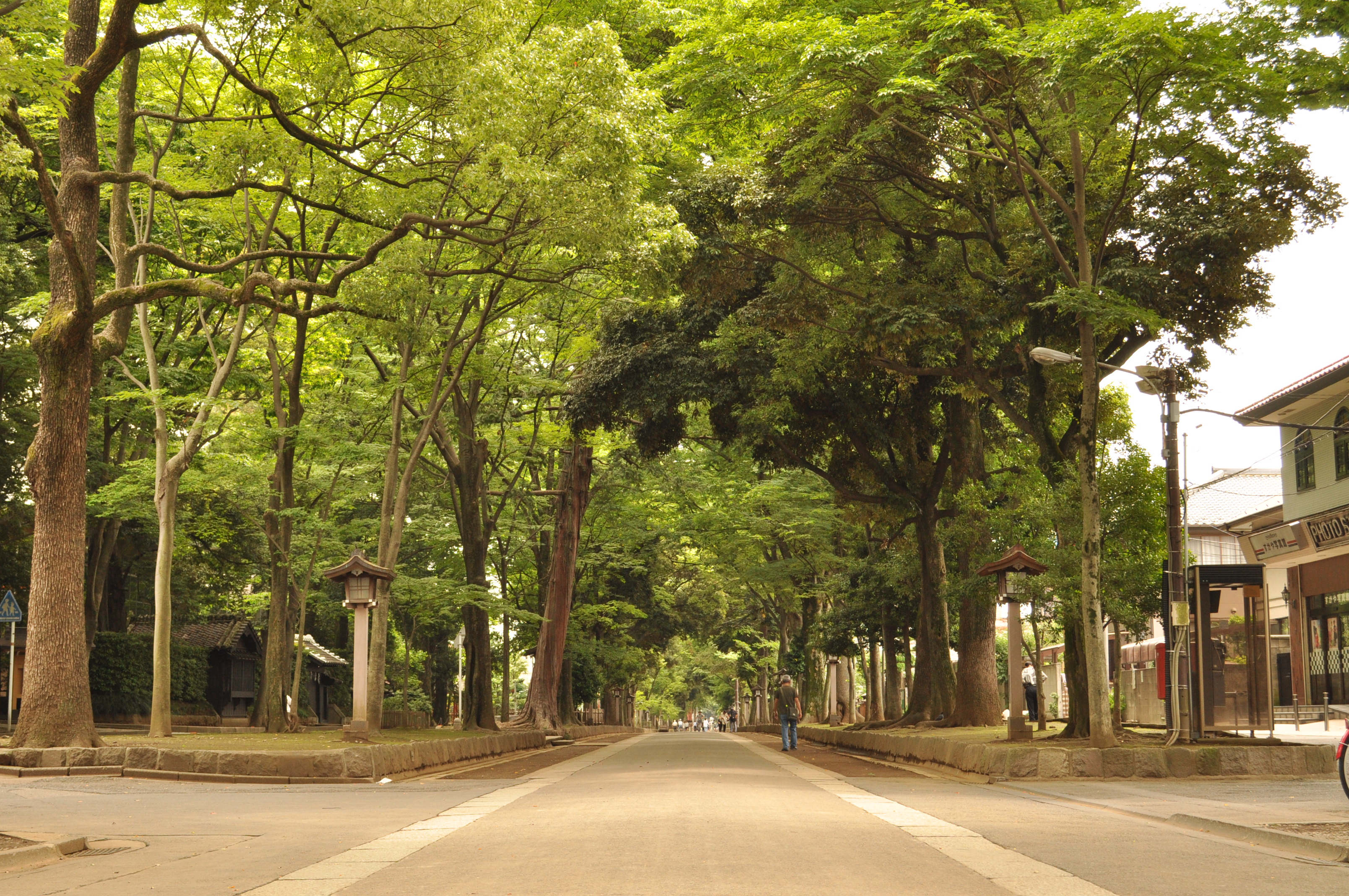
表参道
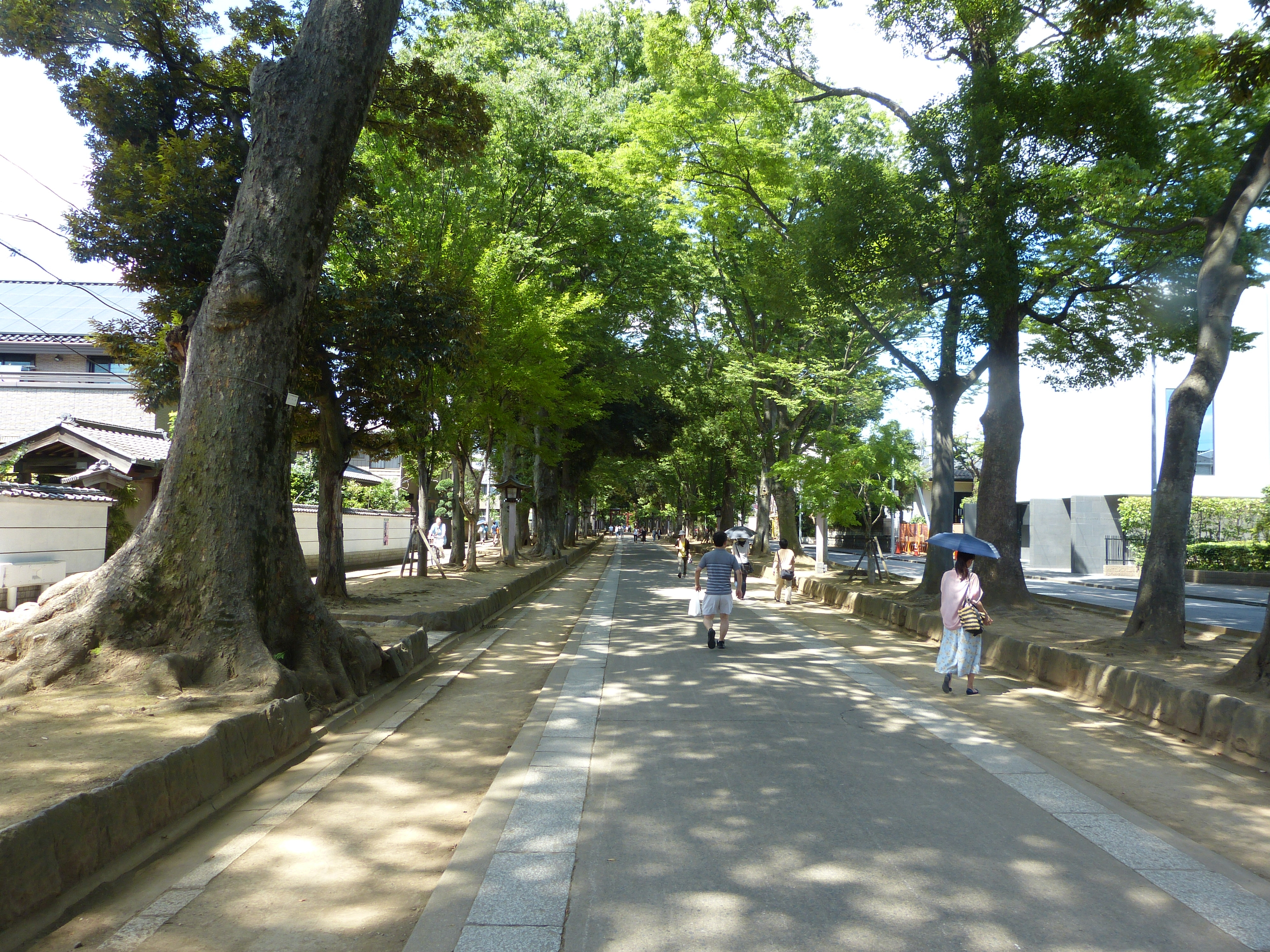
表参道（2016年8月）
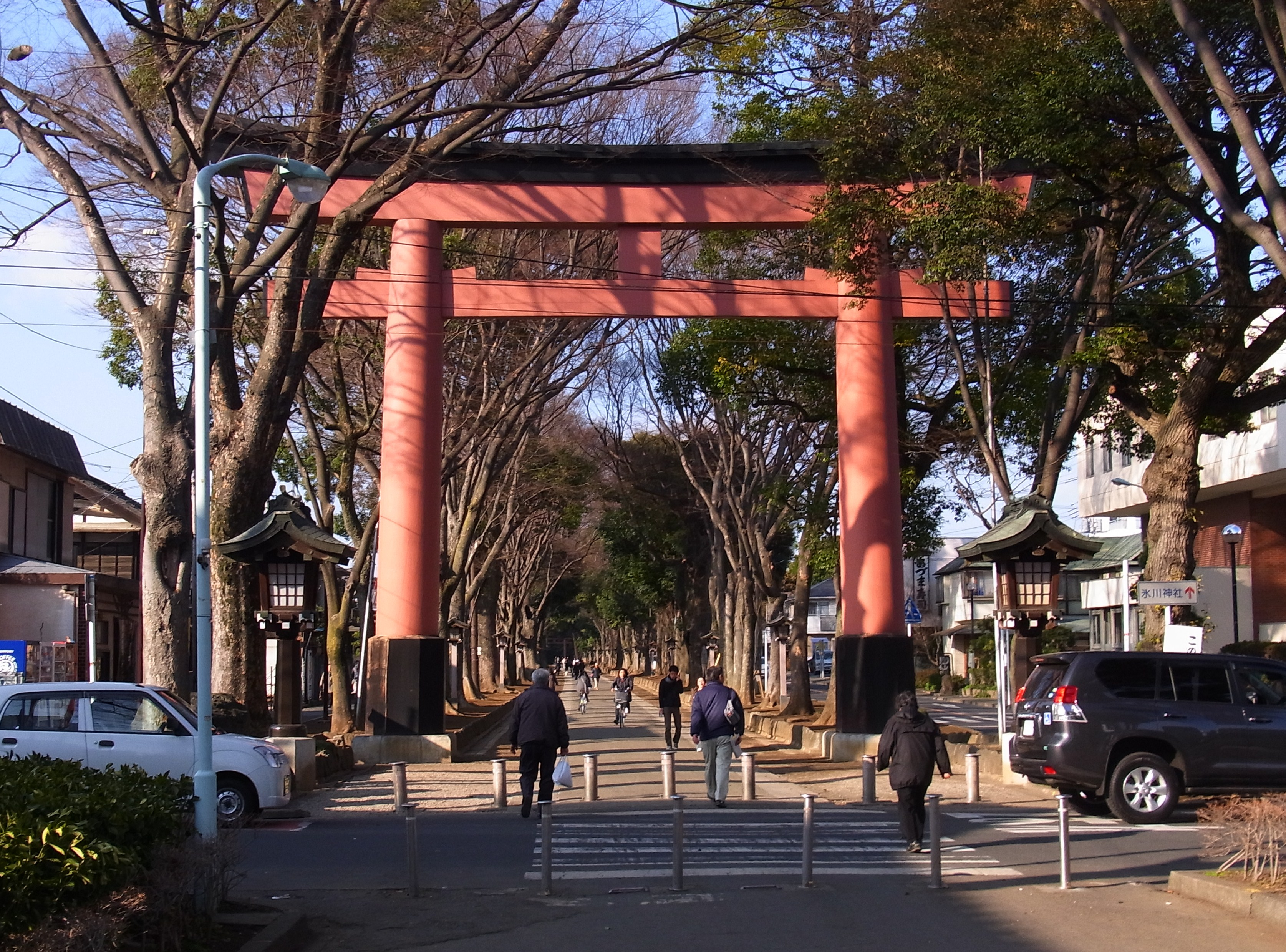
二の鳥居
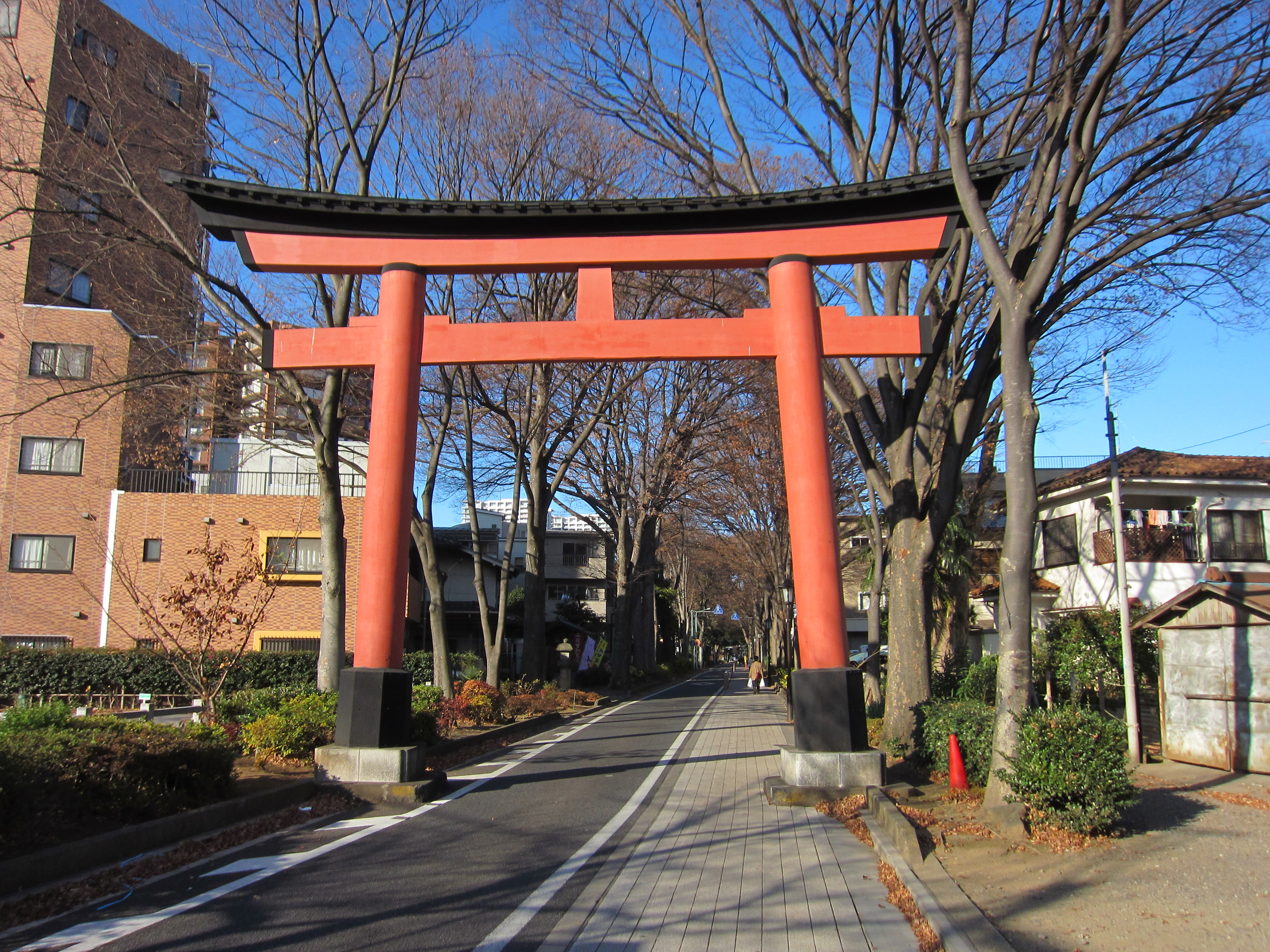
一の鳥居
闇市の名残の氷川神社参道

さいたま新都心に近い吉敷町の県道164号鴻巣桶川さいたま線（旧中山道）から神社まで、およそ2キロメートルの表参道がほぼ南北一直線に延びており、氷川参道と呼ばれている。参道上に三つの大鳥居があり、旧中山道と分かれる位置に「一の鳥居」が、県道2号さいたま春日部線（旧国道16号、岩槻新道）と交差した市立博物館近くに「二の鳥居」が、境内入り口に「三の鳥居」がある。参道は2キロメートルに及ぶ南北直線だが、神社の拝殿、本殿は参道の直線から西にずれており、また南北に対して約30度傾いている。境内に入ると、参道は左手に弧を描き「神池」を橋で渡って拝殿に至る。
参道はケヤキを中心にした並木に覆われている。30種類680本の木々があり、幹回りが2メートルを超える古木20本を市の天然記念物に指定している（2020年（令和2年）4月現在）。その後2022年（令和4年）3月現在、枯死や倒木によって11本に減少した。1722年（天保7年）江戸名所図会や1790年（寛政2年）の氷川神社の絵図面によると、江戸時代には松が多かったが、明治以降は杉が主体となる樹木で覆われた（1880年（明治13年）の氷川神社図会による）。太平洋戦争中から戦後にかけて燃料として伐採され、また参道に自動車を走らせたことから排気ガスで枯死し、汚染に強いケヤキが6割を占めるようになった。歩行者による根元の踏み固め、車による排気ガスや振動、建物の高層化による日差しや空気の流れが遮断された影響で木々が弱っている。それに対し、歩行者専用化や並木敷への低木植栽を氷川の杜まちづくり協議会や氷川参道歩行者専用化検討協議会が実施し、2021年（令和3年）に一部の歩行者専用化整備が完了した。
2キロメートルに及ぶ参道は3つの区間に分かれている。
1. 旧中山道と分岐する一の鳥居から県道214号新方須賀さいたま線（大宮中央通り、大宮駅東口の駅前通り）までの約1000メートルは道幅が狭く、参道を車道として開放している。歩道と車道は分離されており、自動車は北向きの一方通行である。将来構想として、自動車を完全に排除して、往事の参道に再生することが考えられている。
この区間は、かつて自動車の違法駐車が後を絶たず、また一の鳥居から南大通り（4車線の大通り）まで380メートルは狭いながら対面通行であり、歩行者、自転車、双方向の自動車、路上駐車で混乱していた。さいたま新都心が街開きし、参道南部を歩く人が飛躍的に増えたことから、参道再生の一環として、車道部分を通過できるだけの広さにし、残りを御影石風のブロックを敷き詰めた歩道にした。2002年（平成14年）に第一期（南大通りより北の450メートル）が完成、2006年（平成18年）に第二期（上記の380メートル）が完成した。特に第二期は自動車を一方通行に変更するため、数次にわたる社会実験を経て実現した。2009年（平成21年）に第三期（中央通りより南の約200メートル）が完成、全区間の歩車分離が完了した。近隣の代替道路整備が行われたことから、2019年（平成31年）4月25日より、第一期区間が自動車通行止めとなった[19]。
2. 大宮中央通りから県道2号までの約300メートルは「平成ひろば」と名づけられた公園になっている。中央が歩行者用の広い参道であり、その周囲が公園となっている。自動車は「平成ひろば」の両側を南北方向とも一方通行で走ることができる。
「平成ひろば」は、参道を利用していた住宅・店舗の跡地に1989年（平成元年）7月に造られた[20][21][22]。この住宅や店舗はもともと、第二次世界大戦敗戦後に大宮駅東口に集まっていた闇市やバラック街であり、1947年（昭和22年）に駐留軍が排除命令を出したため、警察と大宮市、氷川神社の間での取り決めにより同年8月より1年間の条件で参道の一部に移転したものだった[23][20]。その後40年にわたって生活の場となったために樹木は荒れ、往事の面影は失われた。1985年（昭和60年）に大宮市によって参道の再生事業が進められ[20][22]、住宅や店舗は下町の市営住宅へ移転した。
その後、散策路やせせらぎ（2022年現在はない）、一方通行の車道や片側歩道を含めた整備は前述の通り1989年（平成元年）7月に完成し「平成ひろば」と名付けられた[24]。
3. 県道2号の北に二の鳥居があり、神社境内の入り口である三の鳥居までの約500メートルは往事の面影が残された広い参道が延びている。中央に歩行者用の広い参道があり、東側に対面通行の自動車道がある。参道では毎年12月10日に「十日市（とおかまち）」という祭が開催されにぎわう。正月三が日にも、多くの出店が立ち並ぶ。

参道の周辺は、二の鳥居の南側では、参道を挟んで西側が官民のビルや大型マンションが建ち並ぶ大宮の中心市街地、東側が区画された住宅地と、街並みが大きく異なっている。神社に近い二の鳥居の北側では、勅使斎館等の行事施設や市立博物館が並ぶほかは閑静な住宅地であり、特に神社と参道の周辺は風致地区として、建築制限が課せられている。
このほか、大宮区土手町の旧中山道から神社北側に至る「裏参道」があり、こちらにも鳥居が立つ。

### 交差する主な道路
- 埼玉県道164号鴻巣桶川さいたま線（旧中山道）
- 埼玉県道214号新方須賀さいたま線（大宮中央通り）
- 埼玉県道2号さいたま春日部線（旧国道16号、岩槻新道）（氷川神社入口交差点）

### 沿道の主な施設
- さいたま市消防局大宮消防署 氷川参道出張所
- 大宮区役所・市立大宮図書館（埼玉県大宮合同庁舎跡、2019年5月7日移転）
- 市民会館おおみや・山丸公園
- 埼玉県自動車税事務所（旧大宮区役所別館）
- さいたま市立大宮小学校
- 大宮警察署 参道交番
- さいたま市立博物館
- 氷川の杜文化館
- 勅使斎館

## 主な祭事
氷川神社で年間に行われる祭事の一覧。
- 毎月
  - 月次祭（1日）
  - 献詠祭（15日）
- 1月
  - 歳旦祭（1月1日）
- 2月
  - 節分祭（2月節分日）
  - 的神事（2月7日）
  - 祈年祭（2月17日）
- 3月
  - 郷神楽（3月15日）
- 4月
  - 鎮花祭（4月5・6・7日）
- 5月
  - 御鎮座祭（5月9日）
  - 道饗祭（5月21日）
- 6月
  - 粽神事（6月5日）
  - 大祓（6月30日）
- 8月
  - 例大祭（8月1日）
  - 神幸祭（8月2日）
- 10月
  - 抜穂神事（10月9日）
  - 朔瓶祭（10月21日）
- 11月
  - 新嘗祭（11月23日）
- 12月
  - 大湯祭（12月10日）
  - 誓詔祭（12月11日）
  - 大祓（12月31日）

国民奉祝日にはそれぞれ祭事がある。

## 文化財

### 埼玉県指定文化財
- 有形文化財
  - 氷川神社行幸絵巻 1巻（附 原本1巻、下絵1巻）（絵画） - 1964年（昭和39年）11月17日指定。

### さいたま市指定文化財
- 有形文化財
  - 氷川神社横山大観作「秋色武蔵国」1幅（絵画） - 1964年（昭和39年）1月13日指定。
  - 氷川神社文書（古文書） - 1965年（昭和40年）11月6日指定。
  - 摂社門客人神社本殿・摂社天津神社本殿・末社御嶽神社本殿（建造物） - 2011年（平成23年）3月30日指定。
- 天然記念物
  - 氷川参道の並木 - 1975年（昭和50年）2月7日指定、1988年（昭和63年）12月2日追加指定。

## 現地情報
所在地
- 埼玉県さいたま市大宮区高鼻町一丁目407番地

交通アクセス
- 鉄道
  - 東武野田線（東武アーバンパークライン）「大宮公園駅」または「北大宮駅」（徒歩約10分）
  - JR東日本ほか「大宮駅」（徒歩約20分）
- 車
  - 埼玉県道35号川口上尾線（産業道路）・埼玉県道2号さいたま春日部線「堀の内」交差点から数分。県道35号大宮公園入口交差点、県道2号氷川神社入口交差点から入ってもアクセス可能。
  - 最寄りIC：首都高速埼玉新都心線「新都心西出入口」、東北自動車道「岩槻IC」

周辺
- 埼玉縣護國神社
- 大宮公園
- 埼玉県立歴史と民俗の博物館